# Leonardo Patrasso
 (juin 2014).
Si vous disposez d'ouvrages ou d'articles de référence ou si vous connaissez des sites web de qualité traitant du thème abordé ici, merci de compléter l'article en donnant les références utiles à sa vérifiabilité et en les liant à la section « Notes et références ».
Leonardo Patrasso (né vers 1230 à Guarcino dans le Latium, Italie, et mort à Lucques le 7 décembre 1311) est un cardinal italien du XIVe siècle. Il est un parent (oncle ou cousin) du pape Boniface VIII[réf. nécessaire].

## Biographie
Leonardo Patrasso est chanoine à Alatri. En 1295 il est élu évêque de Godon en Grèce, en 1297 il est transféré à Aversa et en 1299 promu archevêque de Capoue. Il est administrateur du diocèse d'Ostia et Velletri en 1298-1299.
Le pape Boniface III le crée cardinal lors du consistoire de 2 mars 1300. Le cardinal Petroni participe au conclave de 1303, lors duquel Benoît XI est élu et au conclave de 1304-1305 (élection de Clément V). Il est nommé doyen du Collège des cardinaux en 1309.